# Joaquim I del Congo
Joaquim I del Congo (m. 1794) va ser awenekongo (governant titular) del regne del Congo del 1793 al 1794. Després del primer viatge del caputxí italià Raimondo di Dicomano a la cort del manikongo (1791-1798) el rei Alexio I a qui va coronar mort. El seu successor, d'origen desconegut, i elegit sota el nom de « Joaquim I » va desaparèixer ràpidament i el missioner hagué de fer front a nombrosos pretendents com Masaki ma Mpanzu qui fou elegit rei el 10 de gener de 1794 sota el nom d'Henrique II i amb qui va mantenir relacions difícils alhora que es beneficià de la protecció del príncep Dom Garcia de Agua Rosada.